# Liste des prix littéraires australiens
Voici une liste des prix littéraires australiens

## Littérature
- ABC Fiction Award
- ACT Writing and Publishing Awards
- The Age Book of the Year
- Australian Literature Society Gold Medal
- The Australian/Vogel Literary Award
- Banjo Awards[1]
- Barbara Jefferis Award
- Colin Roderick Award
- David Unaipon Award (en)
- Henry Lawson Literary Awards
- Prix Miles-Franklin
- New South Wales Premier's Literary Awards
- Nita Kibble Literary Award
- Patricia Weickhardt Award
- Prix Patrick-White
- Prime Minister's Literary Awards[2]
- Queensland Premier's Literary Awards
- S. H. Prior Memorial Prize (1935 - 1956)
- South Australian Premier's Awards
- T. A. G. Hungerford Award
- TDK Australian Audio Book Awards (1989-1999)
- Vance Palmer Prize for Fiction
- Victorian Premier's Literary Award
- Western Australian Premier’s Australia-Asia Literary Award[3]
- Western Australian Premier's Book Awards

## Short Stories
- The Age Short Story Award

## Poésies
- ACT Writing and Publishing Awards
- Anne Elder Award
- Bruce Dawe National Poetry Prize[4]
- Christopher Brennan Award
- C. J. Dennis Prize for Poetry
- Grace Leven Prize for Poetry
- Gwen Harwood Poetry Prize
- Harri Jones Memorial Prize for Poetry
- Judith Wright Calanthe Award
- Judith Wright Prize
- Prix de poésie Kenneth-Slessor
- Mary Gilmore Prize
- Newcastle Poetry Prize
- Philip Hodgins Memorial Medal
- The Roland Robinson Literary Award
- The Thomas Shapcott Poetry Prize
- The Val Vallis Award
- The Vincent Buckley Poetry Prize

## Dramaturges
- Patrick White Playwrights' Award
- Philip Parsons Young Playwrights Award

## Littérature pour enfants
- Bilby Awards (CBCA)
- Canberra’s Own Outstanding List (COOL) Awards
- Children's Book Council of Australia Awards
- Crichton Award for Children's Book Illustration (CBCA)
- Dame Annabelle Rankin Award (CBCA)
- Leila St John Award (CBCA)
- Multi-Cultural Children's Literature Award
- Nan Chauncy Award (CBCA)

## Science-fiction, horreur et fiction speculative
- Prix Aurealis
- Australian Shadows Award
- Chandler Award
- Prix Ditmar

## Crime
- Davitt Award
- CWA Duncan Laurie Dagger Awards
- Prix Ned-Kelly

## Non-fiction
- ACT Writing and Publishing Awards
- Australian History Awards
- National Biography Award
- New South Wales Premier's History Awards
- Walkley Awards
- Whitley Awards (Australia)